# Rapasaaret (ö i Södra Savolax)
Rapasaaret är en ö i Finland. Den ligger i sjön Paljavesi och i kommunen Sankt Michel i den ekonomiska regionen  S:t Michel och landskapet Södra Savolax, i den södra delen av landet, 210 km nordost om huvudstaden Helsingfors. Öns största längd är 50 meter i sydväst-nordöstlig riktning. Notera att namnet antyder att det är fråga om flera öar.